# Matemàtiques a l'islam medieval

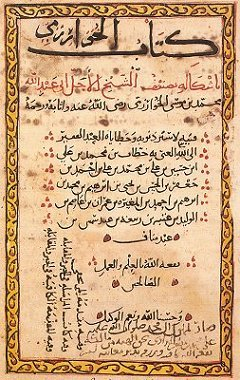
Una pàgina del tractat de Muhàmmad ibn Mussa al-Khwarazmí, Compendi de càlcul per restauració i comparació, en el qual presenta les tècniques de resolució d'equacions de primer i segon grau

En la història de les matemàtiques, s'entén per matemàtiques a l'islam medieval, matemàtiques àrabs o matemàtiques musulmanes, les contribucions dels matemàtics del món musulmà des de l'inici de l'expansió de l'islam fins a mitjan segle xv.
La ciència àrab, i en el primer pla, les matemàtiques importades de l'Índia, s'exercien a través dels califats islàmics, establerts al segle viii a l'Orient Mitjà, Àsia central, el nord d'Àfrica, la península Ibèrica i al sud de França. Els textos estan escrits en àrab, que era la llengua unificadora del temps en l'imperi. Així anomenem «ciència àrab» i «matemàtiques àrab», independentment de la llengua materna, l'origen ètnic o religió dels erudits.
Les matemàtiques àrabs consisteixen en l'assimilació de les matemàtiques gregues o hel·lenístiques, i les matemàtiques índies. També es van veure influïdes per les matemàtiques xineses i babilòniques abans de conèixer un desenvolupament propi. És principalment a través de les seves traduccions àrabs i els comentaris que Europa es va adonar dels treballs dels matemàtics grecs. Investigacions recents han demostrat que moltes idees que pensàvem que van néixer en l'Europa dels segles segle xvi, segle xvii o segle xviii, ja eren presents en les matemàtiques gregues o van ser desenvolupades pels matemàtics àrabs. Però algunes idees no es van desenvolupar, com per exemple el desenvolupament de l'àlgebra, que va quedar disminuït per la manca d'exponents numèrics; però això no va interferir en els treballs d'Omar Khayyam.

## Història
L'Islam coneix una ràpida progressió des del seu naixement al segle vii. En un segle, els musulmans van conquerir territoris des d'Espanya fins a Pèrsia. La conquesta dels territoris de l'Imperi Romà d'Orient va portar a la presa de Damasc, la invasió de la vall de Mesopotàmia i de la presa d'Alexandria en 641. Amb aquestes conquestes, l'imperi musulmà adquireix els coneixements de Grècia i l'Índia.
Després d'un segle, les lluites internes van conduir a la creació, entre a finals del segle viii fins a la caiguda dels Omeies, tres entitats polítiques diferents: Abàssides a l'est, Idríssides al Marroc i els Omeies de Còrdova. Aquest cisma en particular, explica l'existència de variacions de la grafia de xifres àrabs: 0, 1, 2, 3, 4, 5, 6, 7, 8, 9: s'utilitza a Fes i Còrdova, i ٠,١,٢,٣,٤,٥,٦,٧,٨,٩: s'utilitza a Bagdad.
En Fes, la capital cultural i espiritual del Marroc, es construeix la mesquita de Quaraouiyine, l'establiment educatiu considerat actualment com el més antic del món encara en funcionament.

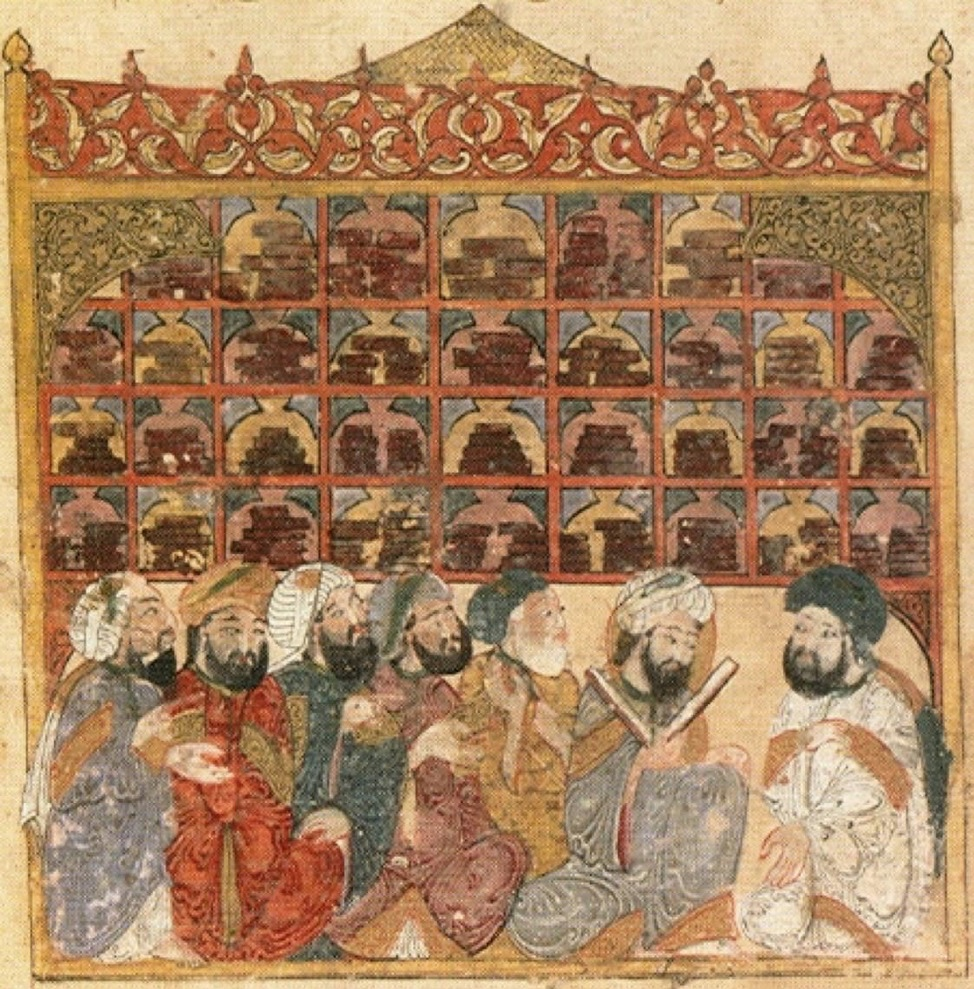
Erudits en una biblioteca abbàssida (il·lustració de Yahya Ibn Vaseti en una maqama d'al-Harirí)

La ciutat de Bagdad, creada pels califes abbàssides per servir com a capital de l'imperi, es va convertir ràpidament en un centre cultural amb la creació d'una Casa de la Saviesa (àrab: بيت الحكمة , Bayt al-Ḥikma) en el regnat del califa Al-Mamun (principis del segle ix). Allà va començar un gran programa de traducció, primer del persa a l'àrab i després del sànscrit i el grec a l'àrab. Els àrabs establir contactes amb els romans de Constantinoble, on la seva universitat es remunta al 425, i els califes àrabs compren manuscrits grecs, incloent-hi els Elements d'Euclides (que es traduït per Al-Hajjaj) i la Gran composició matemàtica de Claudi Ptolemeu, coneguda sota el nom d'Almagest, que va donar lloc a diverses traduccions, incloent la d'al-Hajjaj i la de Thàbit ibn Qurra. Es fan accessibles i traduït a l'àrab obres com ara Còniques d'Apol·loni de Perge, De l'esfera i el cilindre d'Arquímedes, Arithmetica de Diofant (traduït per Qusta ibn Luqa), el Tractat sobre els miralls de Diocles, Treballs sobre la mecànica de Pappos d'Alexandria, i tractats d'Heró d'Alexandria. Els matemàtics àrabs també van traduir textos en sànscrit sobre astronomia i matemàtiques indies, com el Surya Siddhanta i el Brāhmasphuṭasiddhānta (traduït per Muhammad al-Fazari), el Khandakhayaka de Brahmagupta, i l'Aryabhatiya d'Aryabhata.
Entre els membres de la Casa de la Saviesa es troba el matemàtic persa Muhàmmad ibn Mussa al-Khwarazmí. Dos dels seus tractats han tingut un impacte significatiu en les matemàtiques europees al segle xii. En primer lloc, de la que només s'ha conservat la traducció llatina, transmet numeració decimal. El segon tractat, Kitab fi-l-jabr wa--l-muqàbala (Compendi de càlcul per restauració i comparació) s'ocupa de la resolució de les equacions. L'àlgebra, disciplina matemàtica heretada de l'obra de Diofant, serà desenvolupada per la civilització islàmica. Es pot citar els germans Banu Musa i Thàbit ibn Qurra (àlgebra, traducció de Nicòmac i revisió dels Elements d'Euclides, l'aplicació de mètodes infinitesimals per calcular l'àrea, astronomia, trigonometria, la teoria de nombres).
Les matemàtiques àrabs van florir durant els segles x i xi, durant el qual molts matemàtics aprofundeixen les diferents branques de les matemàtiques: Abu-l-Wafà (traductor, àlgebra, aritmètica, trigonometria, geometria), Abu-Nasr Mansur (trigonometria), Abu-Kàmil (àlgebra), al-Battaní (trigonometria), al-Karají (àlgebra), Ibn al-Hàytham conegut com a Alhazen (àlgebra, geometria, òptica), Omar Khayyam (àlgebra, geometria), Xàraf-ad-Din at-Tussí (àlgebra).
La primera caiguda en la ciència àrab comença al segle xii, després dels conflictes que divideixen el món musulmà, però encara hi ha matemàtics reconeguts més enllà d'aquest període entre les quals s'inclouen Nassir-ad-Din at-Tussí en el segle xii (geometria) i al-Kaixí al segle xv (aritmètica, àlgebra, anàlisi numèrica). Després d'aquest últim matemàtic, el nombre de contribucions a les matemàtiques pels matemàtics àrabs medievals es torna insignificant. La influència d'Algatzell aquesta disminució es presenta com a decisiva per Neil deGrasse Tyson en la seva conferència sobre l'edat d'or de l'islam.
L'activitat del focus científic de Bagdad es va perllongar fins a la dominació dels mongols, portant la seva influència fins Samarcanda. En 1258, Bagdad va caure en poder del conqueridor Hülegü. La conquesta cristiana de l'Àndalus, amb la consegüent expulsió dels musulmans i la dominació turca van tenir un efecte negatiu sobre la ciència àrab i europea, desapareixent els treballs originals a partir del segle xiv.

## El nombre: escriptura, aritmètica i naturalesa

### L'escriptura
En el món àrab medieval van coexistir diversos sistemes de numeració.

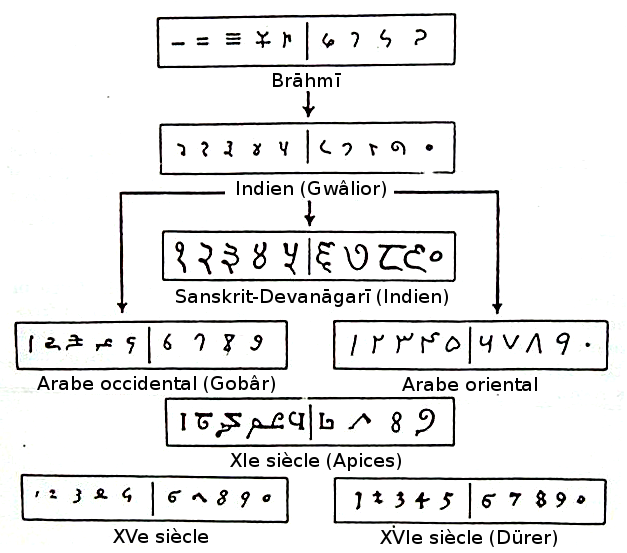
Genealogia de la numeració índia

Hi ha un sistema de numeració decimal múltiple-additiu on les 9 unitats, 9 desenes, 9 centenes i els milers s'identifiquen per les 28 lletres de l'alfabet àrab preses en un cert ordre, els numerals abjad (de l'arab أبجد, abjad); un nombre com 3854 s'escriu amb l'ajuda de sis lletres: 1000 + 1000 + 1000 + 800 + 50 + 4 (د + ن + ض + غ + غ + غ). Aquest sistema de numeració sembla tenir fonts sirianes que permet teòricament escriure tots els números, però sembla que no va ser utilitzat per a grans nombres, on es prefereix l'escriptura sexagesimal. Aquest sistema de numeració s'associa amb un sistema de càlcul mental anomenat computació digital (comptar amb els dits). En aquest sistema de numeració només hi ha vuit tipus de fraccions: 1/2, 1/3, ..., 1/9, les altres fraccions s'obtenen pel producte o suma d'aquestes fraccions. Les fraccions on el denominador inclou un primer factor diferent de 2, 3, 5, 7 s'anomenen «fraccions sordes», és a dir inexpressable, de les quals és proporciona un valor aproximat.
També es pot trobar, principalment en els escrits astronòmics, el sistema de numeració sexagesimal dels babilonis que sembla arribar al món àrab per via siriana o persa..
Finalment també hi ha sistema que reemplaçarà gradualment als dos anteriors, el sistema decimal posicional, d'origen indi, que es compon de nou dígits i zero. Un dels primers escrits àrabs que el descriu és el llibre sobre el càlcul indi d'al-Khwarizmi, del que només existeix una versió llatina incompleta. Aquest volum conté el sistema de notació, les fraccions (fraccions índies a b / c, decimals i sexagesimals) i tècniques operatòries (suma, resta, duplicació, la divisió per dos, multiplicació, divisió, arrel quadrada). Un treball posterior d'al-Uqlidisí també descriu aquesta aritmètica i fa un estudi comparatiu de tres aritmètiques (índia, sexagesimal, i digital). També millora la utilització de la fracció decimal, utilitzant un separador per separar la part entera de la part fraccionària. Posteriorment, el càlcul indi es va estendre per tot el món àrab amb diferents grafies en occident i en orient.

### El càlcul

Multiplicació àrab

El càlcul digital (en àrab, hissab al-yadd, ‘càlcul de mans’) és un sistema de càlcul mental que el trobem en l'Imperi Romà d'Orient i en l'imperi àrab, probablement derivat del món comercial. Utilitza les articulacions dels dits per emmagatzemar valors intermedis i també rep el nom d'aritmètica de nusos (en àrab, hissab al-uqd). Els mètodes són simples en les sumes i restes, però són complicades per a altres operacions. Ha sigut objecte de molts escrits, dels quals el més antic en llengua àrab és el d'Abu-l-Wafà al-Buzajani, però a poc a poc desapareix amb el desenvolupament del càlcul indi.
El càlcul indi proporciona una millora significativa, especialment en relació amb la multiplicació, addició, i l'arrel quadrada. Segons la tradició índia, els càlculs es realitzaven en una tauleta de sorra en la qual els càlculs intermedis s'esborraven. Sota l'impuls dels matemàtics àrabs, aquest sistema és reemplaçat gradualment, però a poc a poc, pels càlculs amb tinta i paper, que permetien conservar i controlar els resultats intermedis. Així, el mètode de la multiplicació àrab ja és present a l'obra d'al-Uqlidissí.
Els mètodes d'anàlisi numèrica desenvolupats a partir del segle xi van permetre trobar valors aproximats més precisos per al càlcul d'arrels (quadrada, cúbica, etc.). L'astrònom i matemàtic persa al-Kaixí van obtenir, fent un càlcul aproximat, 16 decimals de π, superant als 3 decimals calculats per Arquímedes.
Els llibres d'aritmètica també presenten tècniques de càlculs de nombres figurats (nombre poligonal, nombre piramidal), sèries aritmètiques i sèries geomètriques, sumes de quadrats, de cubs o de potència quatre de nombres enters primers. Hi ha una part d'aquests treballs que provenen de fonts índies o gregues, però el tractament d'aquests càlculs per al-Baghdadí, l'andalusí Yaïx ibn Ibrahim al-Umawí (segle xv) i al-Kaixí sembla original i els seus treballs són coherents i viables.

### La naturalesa dels nombres
Si anomenen nombre l'objecte sobre el que s'està fent el càlcul, es pot observar a través dels segles una evolució de la condició del nombre.
Trobem a al-Khwarizmí com un dels autors de les regles d'operacions amb el zero, però només com un símbol dins de la notació decimal.
El nombre negatiu està també present en els coeficients dels polinomis. Això condueix Samàwal a mostrar les regles dels signes idèntiques a les existents en les matemàtiques índies, però el resultat del càlcul, o la solució de l'equació roman en el domini dels nombres positius.
El canvi més important és en el tractament de quantitats irracionals que, des del segle x, s'anomenen nombres adad, el nombre racional és al-adad al-múntiqa i l'irracional al-adad al-summa. Hi ha una aritmetització de les quantitats geomètriques. Es donen les regles d'operacions en relació als irracionals quadràtics ({\displaystyle {a}} ± {\displaystyle {\sqrt {b}}}, on a i b són racionals i que b no és el quadrat d'un racional) i als biquadràtics (arrel quadrada d'irracionals quadràtics). Així, Abu-Kàmil dona la següent regla aritmètica de la suma de dos irracionals quadràtics:
{\displaystyle {\sqrt {a}}+{\sqrt {b}}={\sqrt {(a+b)+2{\sqrt {ab}}}}}
Segons Abu-Kàmil, aquests irracionals intervenen, així com els nombres negatius, com coeficients en les equacions de la mateixa manera que els enters o els racionals. Els irracional d'arrels cúbiques o arrels n-èsimes es calculen de forma aproximada i aquestes aproximacions es fan servir en altres càlculs per a la construcció de taules trigonomètriques o aproximacions de π.

Els matemàtics del segle xi ja es plantegen la pregunta sobre la naturalesa dels nombres i, en particular, sobre l'estat que es concedirà al quocient de dues magnituds incommensurables; al-Khayyam i Ibn Muʿādh conclouen sobre la seva condició de nombre.

## Àlgebra

### Al-jabr wa-l-muqàbala

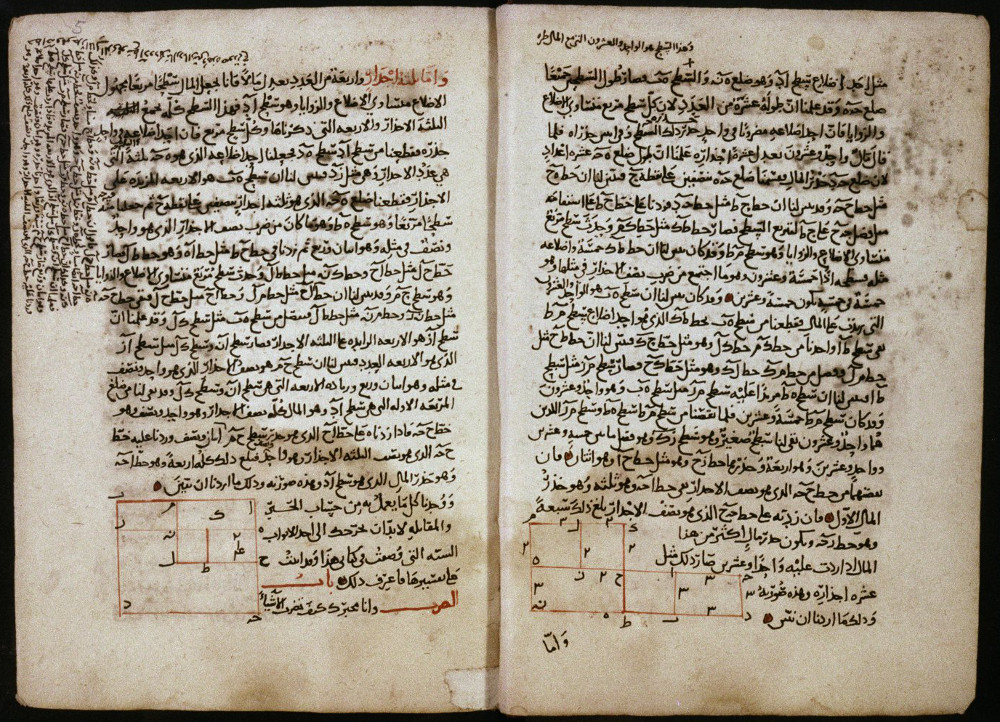
Pàgines del Compendi de càlcul per restauració i comparació

Entre 813 i 830, al-Khwarizmi va escriure el seu tractat Compendi de càlcul per restauració i comparació (الكتاب المختصر في حساب الجبر والمقابلة, Al-kitāb al-muẖtaṣar fī ḥisāb al-jabr wa-l-muqābala)', en el qual presenta les tècniques de resolució d'equacions de primer i segon grau.
Comença per definir els objectes del seu estudi: els números, les arrels (x, que anomena «la cosa», «el desconegut» o «l'arrel del bé» (jidhr)) i el quadrat (x², «el tresor» o «el bé» (mal)). Després presenta les sis situacions canòniques en què es poden reduir. La presentació d'al-Khwarizmi és totalment retòrica i no utilitza cap tipus d'escriptura simbòlica, però les sis situacions es poden resumir en termes moderns en aquestes sis equacions:

{\displaystyle (1):ax^{2}=bx\quad }; quadrat igual a arrel.

{\displaystyle (2):ax^{2}=c\quad }; quadrat igual a nombre.

{\displaystyle (3):bx=c\quad }; arrel igual a nombre.

{\displaystyle (4):ax^{2}+bx=c\quad }; quadrat i arrel igual a nombre.

{\displaystyle (5):ax^{2}+c=bx\quad }; quadrat i nombre igual a arrel.

{\displaystyle (6):ax^{2}=bx+c} ; quadrat igual a arrel i nombre.
sent a, b, c nombres enters o nombres racionals positius.
Per a cada una d'elles es presenta un mètode de resolució que demostra la validesa mitjançant el raonament geomètric ajudat per àrees de rectangles, quadrats i gnòmons. Només va buscar les solucions positives, per això no apareix bx + c = 0 perquè no té arrels positives. Va estudiar la condició d'existència de solucions a l'equació de tipus 5 quan 4ac < b² i va presentar dues solucions a aquesta equació quan existeixen.
També mostra com arribar a les sis situacions canòniques utilitzant la tècnica de restauració (الجبر, al-jabr, que consisteix a passar una quantitat deficitària d'una banda de l'equació a l'altre) i la comparació o balanceig (المقابله, al-muqābala, suprimir la mateixa quantitat present en els dos membres de l'equació).
També defineix algunes regles bàsiques de càlcul amb expressions amb arrels, per exemple el desenvolupament de (a + bx) (c + dx).
El tema no és nou. Existien en les matemàtiques babilòniques i índies procediments de resolucions de problemes de primer i segon grau. En temps d'al-Khwarizmi ja s'utilitzava la paraula àlgebra (al-jabr) per designar aquest tipus de càlculs. Fins i tot, dos contemporanis d'al-Khwarizmi (Ibn Turk i Abu-Bakr) van escriure al mateix temps que ell sobre mateix tema. Els matemàtics gres ja havien resolt els problemes de segon grau amb la manipulacions geomètriques. Finalment, Diofant va estudiar molts problemes amb diverses incògnites i els seus quadrats i cubs i el cub. El mèrit d'al-Khwarizmi és la d'haver sigut capaç de presentar tot el conjunt amb una demostració coherent i exhaustiva, i combinant la tècnica i la demostració.. La presentació d'una teoria de les equacions amb un nom, objectes, eines, proves i aplicacions la converteix en una disciplina. El lloc de naixement de l'àlgebra és controvertida, però l'obra d'al-Khwarizmi la va convertir en disciplina pròpia, viable i propícia per al seu desenvolupament.

L'obra d'al-Khwarizmi va ser desenvolupada pels seus successors: Thàbit ibn Qurra va treballar sobre la traducció geomètrica de les equacions; Abu-Kàmil va augmentar el grau i va incorporar els nombres irracionals en els seus coeficients. En 870, Qusta ibn Luqa va traduir Aritmètiques de Diofant, que és el vocabulari que va introduir i emprar al-Khwarizmi.

### L'equació cúbica

Resolució de l'equació x^{3} + ax = b segons el mètode d'Omar Khayyam.
AB² = a, AC × AB² = b, ABmn és un quadrat. El semicercle de diàmetre [AC] talla la paràbola en el punt A, de l'eix (AB) perpendicular (AC) i passant per m, en D. El punt D es projecta ortogonalment sobre [AC] en E. La distáncia AE és la solució de l'equació

Aquesta nova eina es va col·locar en el servei de la resolució dels problemes de l'antiguitat clàssica, com duplicació del cub, la trisecció de l'angle, la construcció de l'heptàgon regular i el tall de l'esfera en una proporció donada. Aquests problemes es redueixen a una equació de tercer grau o cúbiques Els matemàtics àrabs van buscar mètodes generals de resolució amb radicals, però va ser un fracàs.
També es va explorar una altra ruta, més fructífera: la resolució d'equacions de manera aproximada com la intersecció de dues seccions còniques. El mètode va ser utilitzat ja per algunes equacions d'Apol·loni de Perge en la seva obra Sobre les seccions còniques. Aquesta via va ser estudiada per molts matemàtics àrabs, incloent al-Khazin, al-Quhí, Abu al-Jud Ibn al-Laith, al-Shanni, i al-Biruní. La contribució decisiva és la d'Omar Khayyam amb la seva obra Tractat sobre la demostració dels Problemes d'Àlgebra, que conté la solució sistemàtica d'equacions de tercer grau, classificant les equacions segons amb el signe dels seus coeficients, que mostra una solució positiva, si existeix, com la intersecció de dues seccions còniques i buscant un valor aproximat d'elles.
Xàraf-ad-Din at-Tussí va aprofundir el seu treball demostrant que les solucions es podien obtenir amb la intersecció de dues seccions còniques (entre una paràbola, una hipèrbola equilàtera i un cercle). At-Tussí supera les limitacions d'homogeneïtat i també es va interessar en el nombre de solucions positives, redueix l'equació a la forma f (x) = c i discuteix el nombre de solucions d'acord amb el valor màxim pres per la funció. Per determinar el màxim, utilitza la derivada formal del polinomi f sense explicar el que el va portar a inventar aquesta derivació. També utilitza aquesta forma i els canvis de variables afins en el càlcul d'un valor aproximat de la solució.

### Àlgebra dels polinomis
Un segle i mig després d'al-Khwarizmi, al-Karají reprèn l'aplicació de les tècniques de càlcul del sistema decimal als polinomis, més específicament a les expressions que actualment s'escriuen en la forma: 
{\displaystyle \displaystyle \sum _{k=-m}^{n}a_{k}X^{k}.}
Per analogia amb l'escriptura de nombres decimals: 
{\displaystyle \displaystyle \sum _{k=-m}^{n}a_{k}10^{k}.}
Segons el seu successor, al-Samaw'al, va demostrar el teorema del binomi per a la potència 12 i va indicar que la fórmula podria continuar indefinidament amb la regla de constitució de coeficients que actualment es coneix com la fórmula del triangle de Pascal..
{\displaystyle {n \choose p}+{n \choose p+1}={n+1 \choose p+1}.}
Es tracta dels primers exemples de demostració utilitzant una mena d'inducció de tipus finit.
El seu treball es continuat i aprofundit per al-Samaw'al, que dona les regles per al càlcul dels monomis, les regles de divisibilitat d'un polinomi per un altre, i presenta tècniques d'aproximacions d'un quocient de dos polinomis o d'una arrel quadrada d'un polinomi usant els exponents negatius. També va presentar els polinomis en la forma sintètica d'una taula que conté els coeficients dels monomis disposats d'acord amb les seves potències decreixents. També va plantejar una reflexió sobre els exponents fraccionaris i va presentar regles de càlcul.
En l'occident àrab, la pèrdua dels manuscrits no permeten definir amb precisió les aportacions de cadascun, però sabem que aquesta branca de l'àlgebra s'ensenyava en les universitats andaluses durant el segle xiv..

### Anàlisi indeterminat
L'àlgebra és també s'utilitza al servei de l'anàlisi indeterminat racional, també anomenat anàlisi diofàntic racional. Aquest consisteix en trobar, si és que existeixen, les solucions racionals a un problema amb més incògnites que equacions. L'estudi d'aquest tipus de problema es produeix a principis de les matemàtiques àrabs; abans d'Abu-Kàmil, qui és, segons sembla, el primer en distingir entre un problema determinat i un problema indeterminat, i abans de la traducció d'Arithmetica de Diofant per Qusta Ibn Luqa.
Abu-Kàmil s'ocupa principalment dels problemes de segon grau i dels sistemes lineals. Ell soluciona, per exemple, l'equació ax - x² + b = y² canviant les variables amb coeficients racionals i aclareix les condicions d'existència. En el marc dels sistemes d'equacions, ell utilitza el principi de l'eliminació per substitució. La traducció del tractat de Diofant dona un fort impuls a aquest tipus de recerca, que porta el nom d'al-istriqa.
Al-Karají dedica un tractat, actualment perdut, però del qual es troben rastres en altres dos tractats d'al-Badi i al-Fakhri. Ell reprèn i aprofundeix els problemes presentats per Abu-Kàmil i pels llibres II, III i IV d'Arithmetica per fer un estudi sistemàtic.
El seu treball és continuat pels seus successors Samàwal, az-Zanjaní, Ibn al-Khawwam i al-Farissí, i l'anàlisi indeterminat es converteix en un capítol inclòs en qualsevol tractat sobre àlgebra.

## Anàlisi numèrica
Per resoldre numèricament les equacions, els matemàtics àrabs van desenvolupant alguns dels mètodes derivats de les matemàtiques gregues i índies, com l'extracció de l'arrel quadrada o de l'arrel cúbica. El principi consisteix en determinar successivament les xifres d'una solució utilitzant la següent propietat: si X és un valor aproximat d'una solució de l'equació f (x) = N i establim x = X + y i g(y) = f (X+ y) - f (X), llavors x és una solució de f (x) = N si i només si existeix una solució de g(y) = N - f(X).
Aquest mètode ja és utilitzat en segle x per Kushyar ibn Labban i Ibn al-Hàytham per a l'extracció de l'arrel quadrada i l'arrel cúbica, i a partir del segle xii per l'arrel n-èsima. Per calcular g(y), els matemàtics àrabs tenien a la seva disposició el teorema del binomi, però també és possible que utilitzessin tècniques similars al mètode de Ruffini-Horner, com ho va fer Xàraf-ad-Din at-Tussí en la resolució numèrica de l'equació de grau 3.
Tradicionalment, quan l'arrel no és entera es calculava una aproximació, però el desenvolupament de la teoria de les fraccions decimals per al-Karají i Samàwal al segle xii va permetre trobar aproximacions decimals tan exactes com es desitgés de l'arrel irracional.
Un altre mètode que utilitzava la propietat del punt fix atractiu va ser utilitzat a finals del segle xv per al-Kaixí i al segle xviii per Mirza al-Isfahani. Amb una equació de la forma x = f (x), l'aproximació successiva de la solució són els següents elements definits per: x0 és una primera aproximació, i xn+1 = f (x0).
El desig de millorar la precisió de les taules trigonomètriques va empènyer als matemàtics àrabs a afinar els mètodes d'interpolació. La interpolació afí ja era coneguda pels grecs i la traducció del Khandakhadyaka de Brahmagupta els va familiaritzar amb la interpolació quadràtica. Es va dur a terme un estudi per determinar la millor interpolació per a ser utilitzada, explotant les mitjanes ponderades i la velocitat de variació de les diferències, i, possiblement, l'ús d'altres funcions diferents de les funcions de primer i segon grau.

## Combinatòria
Des d'aviat, hi ha una preocupació per explicar d'una manera organitzada algunes configuracions, com l'expressió de la fórmula de la figura secant per Thàbit ibn Qurra o en problemes d'àlgebra. Aquests casos no requereixen la creació de fórmules. De fet, aquestes qüestions sorgeixen en el camp de la lingüística que es presenten, des del segle viii amb al-Khalil ibn Àhmad, amb preguntes com «Quantes paraules podem formar amb cinc lletres?» i aquests estudis serveixen als lexicògrafs i criptògrafs.
Durant el segle xiii, les fórmules d'enumeració són treballades per Nassir-ad-Din at-Tussí i Ibn Múnim (m. 1228, matemàtic magrebí) qui, en el seu Fiqh al-hissab (La ciència del càlcul), estableix les següents fórmules:
- Nombre de permutacions de n elements: {\displaystyle n(n-1)\cdots 1=n!};
- Nombre de paraules de n lletres on una es repeteix k vegades: {\displaystyle {\frac {n!}{k!}}};
- Nombre de paraules de n lletres on la i-èsima lletra es repeteix ki vegades: {\displaystyle {\frac {n!}{\prod _{i}k_{i}!}}}.

S'estudia el nombre de combinacions, el que condueix a la reaparició del triangle de Pascal, ja no associat amb el teorema del binomi. Aquest treball va continuar al final del segle xiii i principis del segle xiv. Kamal al-Din al-Farisí utilitza el triangle de Pascal per calcular els nombres figurats que estableixen la fórmula:
- n-èsim nombre figurat d'ordre r : {\displaystyle F_{n}^{r}=\sum _{k=1}^{n}F_{k}^{r-1}={n+r-1 \choose r}.}

Ibn al-Bannà va establir la igualtat:
- Nombre de combinacions de p elements d'entre n : {\displaystyle {n \choose p}={\frac {n(n-1)\cdots (n-p+1)}{p(p-1)\cdots 1}}.}

L'anàlisi combinatori es converteix en un capítol dels llibres de matemàtiques d'al-Kaixí, i va ser tractat tardanament com a independent per Ibrahim al-Halabi.

## Teoria de nombres
Existeix en les matemàtiques àrabs una llarga tradició d'estudi de la teoria de nombres, inspirada en els escrits d'Euclides, Diofant i Nicòmac de Gerasè.
En els nombres perfectes, al-Baghdadí estableix un mètode alternatiu de generació dels nombres perfectes d'Euclides amb una sèrie aritmètica. El cas dels nombres perfectes senars es discuteix i es busca d'un recíproc. Ibn al-Hàytham proposa un recíproc parcial sobre els nombres de la forma 2p (2q-1). Els matemàtics àrabs s'interessen en la seva distribució, van fins al setè nombre perfecte alhora que introdueixen els nombres paràsits i invalidar l'afirmació Nicòmac que imaginava un per cada potència de 10.
L'estudi dels nombres amics a través de la història de les matemàtiques àrabs va conduir al desenvolupament de coneixements sobre la descomposició en factors primers, i les funcions suma dels divisors i nombre de divisors. Thàbit ibn Qurra va demostrar el seu teorema: «Si A =(3·2n – 1), B= (3·2n–1 – 1) i C= (9·22n – 1 – 1) són primers, llavors 2nAB i 2nC són amics». A més del parell (220, 284), els matemàtics àrabs mostren les parelles (17.296, 18.416) i (9.363.584, 9.437.056).
L'obra d'Ibn al-Hàytham en el problema de les restes xineses porta a anunciar el teorema de Wilson en la caracterització dels nombres primers.
En l'anàlisi indeterminat enter, s'estudien les ternes pitagòriques, i es generalitzen a dimensions superiors: al-Sijzí demostra que, per a tot n, existeix una suma de quadrats de n quadrats. També s'estudien les equacions de la forma x² ± a = y². Sobre el problema de Fermat, en el cas de n = 3 o n = 4, els matemàtics àrabs afirmen la inexistència de solucions, però van tenir èxit en proporcionar una demostració reeixida.

## Geometria
Influenciats pels escrits grecs (Elements d'Euclides, Còniques d'Apol·loni, Esfèriques de Teodosi i Menelau) i indis, la geometria àrab es va desenvolupar en diverses direccions (traduccions i comentaris, astronomia i trigonometria, òptica, problemes teòrics i pràctics) usant noves les eines (àlgebra, anàlisi numèrica, mètodes infinitesimals).

### Àrees, volums, problemes isoperimètrics

Càlcul del volum del sòlid de revolució generat per la rotació del triangle curvilini OAB, en què OB és una porció de paràbola d'eix OA, al voltant d'AB. Ibn al-Hàytham va tallar el sòlid en n llesques i va encaixar el volum de cada llesca entre dos volums cilíndrics. A continuació, va calcular el volum del sòlid sumant els volums cilíndrics minorants i majorants utilitzant les fórmules de Faulhaber i va augmentar fins a l'infinit el nombre de llesques per a demostrar que.

Les fórmules de les àrees (disc, fórmula d'Heró, polígons regulars inscrits en un cercle, con) i el volum (esfera, con), coneguts pels grecs i els indis, s'exposen aviat (al-Khwarizmí, germans Banu Mussa). Els seus càlculs són refinats a través de tècniques d'anàlisi numèrica. Des del principi (al-Biruní), els matemàtics estan convençuts de la irracionalitat de π. Es desenvolupen altres fórmules com el volum de cons truncats i piràmides.
Un dels treballs originals dels àrabs és el desenvolupament de tècniques infinitesimals basats en el mètode d'exhaustió practicada per Arquimedes en L'esfera i el cilindre i en El mesurament del cercle. Aquest moviment és iniciat pels germans Banu Musa, que entenen la generalitat del mètode d'Arquímedes i l'utilitzen per la superfície de l'esfera. El seu tractat Sobre el mesurament de figures planes i esfèriques, es converteix en un text fonamental, tant en el món àrab i com en l'Occident llatí, després de la seva traducció a segle xii per Gerard de Cremona. El seu deixeble i successor, Thàbit ibn Qurra, continua de la mateixa manera, calculant l'àrea d'una paràbola tallant-la en trapezis similars a les del sumatori de Riemann. També calcula la el volum de paraboloides i l'àrea de l'el·lipse. Després d'ell, es poden citar a Ibrahim ibn Sinan, al-Quhí, i Ibn al-Hàytham. En aquest últim, ens trobem amb tots els elements del càlcul integral amb el sumatori de Darboux. No obstant això, els matemàtics àrabs limiten aquestes tècniques a les àrees i els volums que es poden expressar en termes d'àrea i volum conegut.
També estan interessats en els càlculs d'àrees de porcions del cercle. Thābit ibn Qurra va calcular l'àrea de la porció de cercle limitada pel costat d'un triangle equilàter i la d'un hexàgon regular inscrit en el cercle. Ibn al-Hàytham està interessat en mitges llunes, i mostra la relació entre les seves àrees i la trigonometria.
El problema dels isoperímetres (amb un perímetre constant, quina és la figura que té l'àrea més gran?), ja estudiat per Zenòdor i molts matemàtics grecs, es reprès pels matemàtics àrabs (al-Khazin, Ibn al-Hàytham). Pel que fa a l'espai i el problema d'optimització (amb una superfície constant, quin és el volum màxim d'un sòlid?), no poden concloure de rigorosament els seus estudis, però els seus estudis els van conduir al desenvolupament d'una teoria sobre l'angle sòlid (Ibn al-Hàytham).

### Construccions i corbes
Els matemàtics àrabs també es van interessar en els problemes de construcció d'alguns problemes clàssics de les matemàtiques gregues: construcció d'una doble proporció, trisecció de l'angle, construcció exacta o aproximada de polígons regulars, dividir un quadrat en suma de diversos quadrats, construcció amb regla i compàs amb d'un espai constant, i construccions geomètriques per a instruments astronòmics.
La resolució de les equacions de tercer grau i l'òptica va fer que s'interessessin per les còniques. Van estudiar les seves propietats focals (ibn Sahl) i van imaginar mecanismes per a la seva construcció, com el compàs perfecte d'al-Quhí i el mecanismes amb regla, corda i politja d'Ibn Sahl. Entre els tractats, es pot citar el tractat de Thàbit ibn Qurra sobre l'el·lipse i el d'al-Sijzi sobre la hipèrbola. D'acord amb el testimoni d'altres matemàtics, existien tractats (que s'han perdut) sobre les corbes obtingudes com projeccions de corbes a l'espai.

### Transformacions i projeccions
Els matemàtics àrabs tenien menys reticències que alguns matemàtics grecs, com ara Euclides, per utilitzar el moviment i transformacions en la geometria.
L'homotècia s'utilitza molt d'hora (Ibrahim ibn Sinan, al-Farabí i Abu-l-Wafà). Les seves propietats en configuracions (transformacions de cercles en cercles) van ser demostrades per Ibn Sinan i al-Quhí. Després d'ells, Ibn al-Hàytham va estudiar les semblances directes i va demostrar que transformaven les línies rectes en línies rectes i els cercles en cercles. Thàbit Ibn Qurra i Ibrahim ibn Sinan van utilitzar afinitats per transmetre propietats del cercle a l'el·lipse o de la hipèrbola equilàtera a qualsevol hipèrbola i demostrar que qualsevol transformació afí conserva les relacions d'àrea. Fins i tot trobem en al-Biruní i Ibn Sinan cercles transformats en còniques a través de transformacions projectives.
Les necessitats de l'astronomia, en particular per a la construcció d'astrolabis o la determinació de l'alqibla, van empènyer als matemàtics àrabs per estudiar les projeccions de l'esfera sobre el pla (projecció ortogonal, projecció estereogràfica de pol i de pla, projecció cilíndrica i projecció amb plegat). Al-Farghani va demostrar que una projecció estereogràfica transforma els cercles que passen a través del pol en rectes i transforma els altres cercles en cercles. Al-Quhí i ibn Sahl van ampliar el seu treball, però cap dels dos fan referències a qualsevol inversió. La conformitat de la projecció estereogràfica és coneguda i usada per al-Biruní i Abd-al-Jabbar al-Kharaqí (m. 1158), i la projecció estereogràfica és utilitzada en la cartografia.

### Preguntes sobre els fonaments
Comentant sobre els Elements d'Euclides, els matemàtics àrabs també van buscar reformar la teoria, afirmant per exemple que cal afegir un postulat sobre l'existència de punts, línies i plans. També qüestionen la naturalesa del V postulat (postulat de les paral·leles): «Si dues línes rectes creuen la mateixa línea recta i creen dos angles interns més petits que un angle recte, llavors aquestes són secants»,i ho intenten demostrar o simplificar, exhibint les propietats que són equivalents (al-Jawharí Thàbit ibn Qurra, Ibn al-Hàytham, al-Biruní, Omar al-Khayyam, Nassir-ad-Din at-Tussí i la seva escola, i Muhyí-d-Din al-Maghribí).
Al-Jawharí es basa així en la idea que, per a un punt a l'interior en un angle, es pot traçar una línia recta que talli els dos costats. Thàbit Ibn Qurra utilitza la hipòtesi que dues línies rectes que s'allunyen en una direcció s'apropen en l'altra direcció i viceversa. També proporciona en una altra demostració un moviment simple: «el lloc a través del qual l'extrem A d'un segment [AB] perpendicular a (d) en B, quan el punt B passa a través de (d) és una línia paral·lela a (d)». Ibn al-Hàytham utilitza un quadrilàter amb tres angles rectes (quadrilàter de Lambert). Al-Khayyam i at-Tussí van estudiar el quadrilàter ABCD tal que els costats AB i CD són iguals i els angles dels costats C i D són rectes (quadrilàter de Saccheri).

El treball d'aquests matemàtics van establir les primeres bases del que seria al segle xix la teoria de les geometries no euclidiana, hiperbòlica i el·líptica.

### Trigonometria
La trigonometria és una disciplina creada per a les necessitats de l'astronomia. El seu origen es remunta almenys a Hiparc, que va construir la primera taula de cordes. El principal resultat utilitzat en l'astronomia grega i en els inicis de l'astronomia àrab és el teorema de Menelau. Les matemàtiques índies introdueixen el sinus i el versinus, i també estableixen algunes fórmules en el triangle esfèric. Reprenent aquest treball, els matemàtics àrabs l'enriqueixen i el complement. Ells fan que sigui una disciplina separada donant a lloc tractats específics, com ara el 3r Tractat del Cànon de Massud al-Biruní, el tractat d'Ibn Muadh al-Jayyaní i el Tractat del quadrilàter de Nassir-ad-Din at-Tussí.
Els àrabs introdueixen noves funcions, la secant (R / sin) i la cosecant (R / sin de l'angle complementari). Al-Marwazí va afegir el concepte d'ombra corresponent a R·tan que es distingeix de l'ombra del gnòmon. S'utilitzen com a funcions auxiliars en les seves taules numèriques i en la tabula. També s'estableixen algunes fórmules trigonomètriques (relació entre les diferents funcions, sinus de l'angle doble, sinus d'una suma ...).
Aquestes funcions troben ús en la trigonometria esfèrica, on es posen de manifest noves relacions. La fórmula dels sinus  apareix en diversos escrits (al-Khujandí, Abu-l-Wafà, Abu-Nasr), la regla tangent pel triangle esfèric (Abu-l-Wafà) i l'estat de cosinus al triangle esfèric (Abu-Nasr). S'estableixen resolucions gradualment fórmules rectangle triangle esfèric i en part les de resolució de qualsevol triangle amb introducció de triangle polar (a Khazin, Abu-Nasr, Ibn Muadh al-Jayyaní i Nassir-ad-Din at-Tussí).
L'ús de la trigonometria en els problemes de plans apareix de tant en tant, amb l'excepció d'al-Kaixi que produeix una taula reservada per a resoldre els triangles plans qualsevols, i que va anomenar llei dels cosinus.
La recerca d'una major precisió en les taules de sinus, amb les millores d'interpolacions i amb l'ajuda de l'àlgebra, va mantenir ocupats als matemàtics i astrònoms àrabs, principalment a partir de finals del segle x (Ibn Yunus, Abu-l-Wafà, al-Biruní, al-Kaixí).

### Òptica geomètrica

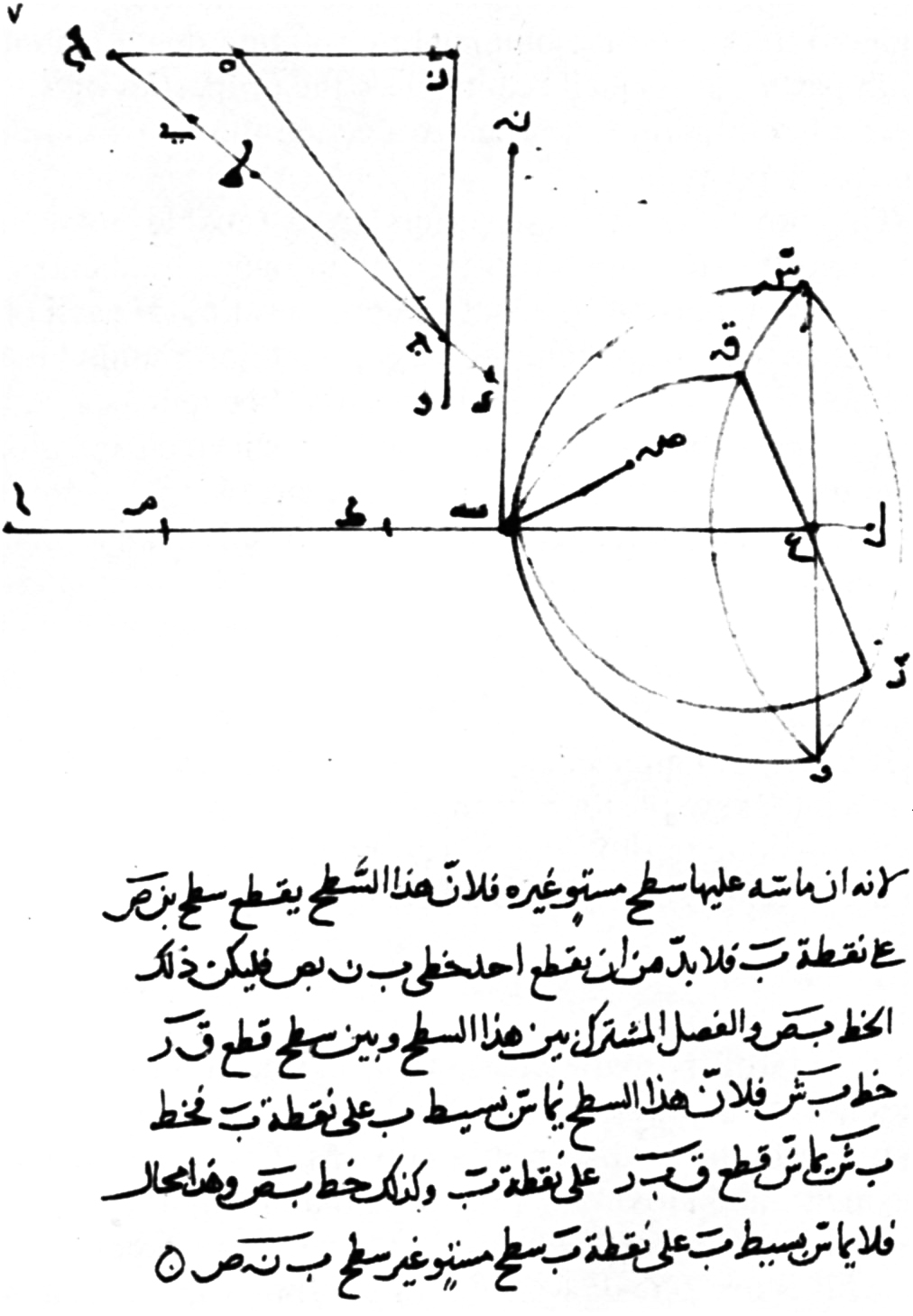
Manuscrit d'Ibn Sahl sobre la llei de la refracció

L'òptica geomètrica àrab és un descendent directe de l'òptica grega. Els grans noms d'aquesta disciplina són Qusta ibn Luqa, al-Kindí, Ibn Sahl i Ibn al-Hàytham. Al principi van ser traduïdes l'Òptica d'Euclides i altres obres gregues sobre òptica o catòptrica (Diocles, Antemi de Tral·les). Qusta ibn Luqa comenta Euclides i té plans per justificar les propostes gregues sobre la propagació rectilínia de la llum i les lleis de la reflexió.
L'estudi dels miralls (plans, esfèrics, parabòlics o ardents) és exhaustiva i completa. Al-Kindí qüestiona la llegenda que Arquimedes hauria cremat la flota romana usant miralls i aclareix el principi del mirall parabòlic.
En diòptrica, Ibn Sahl defineix l'índex de refracció i implementa la llei de Snell. Va estudiar particularment la lent convexa hiperbòlica. Ibn al-Hàytham, el gran reformador d'òptica fisiològica, la física i la geometria, va fer un extens estudi dels problemes de reflexions i resol el problema d'Alhazen: «Donats dos punts diferents A i B, trobar el punt de reflexió sobre un mirall esfèric còncau o convex, del feix que surt d'A i arriva a B.», reduint el problema en la intersecció d'un cercle i una hipèrbola. En diòptrica, va estudiar les diòptries i la lent esfèrica, analitzar el fenomen de l'aberració esfèrica. El seu gran tractat, Òptica, traduït al llatí al segle xii, va ser objecte de molts comentaris fins al segle xvii.

## Influències en les matemàtiques de l'Occident llatí

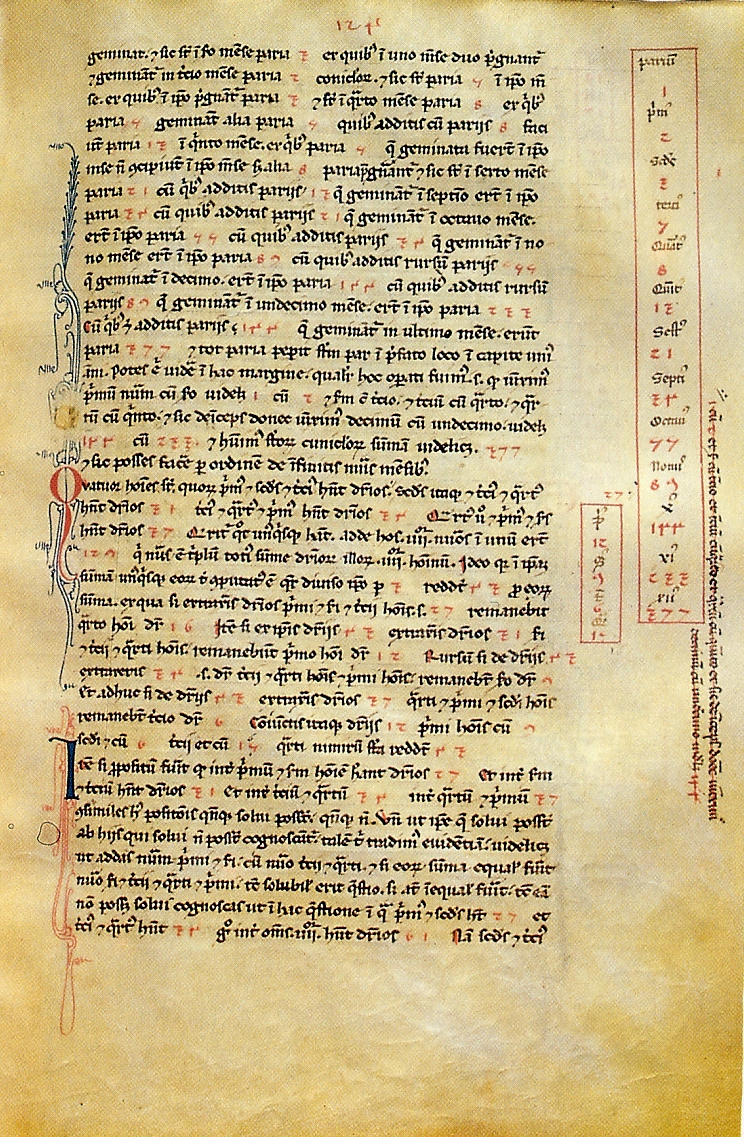
Pàgina 124 de Liber Abaci de la Biblioteca Nacional de Florència, que descriu el creixement d'una població de conills i, per tant, la introducció de la successió de Fibonacci. El requadre a la dreta del text presenta els primers 13 termes de la successió, escrit amb figures d'origen àrab; de dalt a baix: 1, 2, 3, 5, 8, 13, 21, 34, 55, 89, 144, 233 i 377

La transferència de coneixement àrab-musulmà es va fer de diverses maneres: a través del contacte directe amb la civilització andalusí, través de la ciència hebrea medieval, mitjançant la traducció d'obres àrabs al llatí, i més tard, per l'èxode científics romans d'Orient després de la presa de Constantinoble. La transferència és parcial, alguns textos no eren coneguts, alguns temes no atreuen l'interès dels científics occidentals, i algunes obres són massa difícils de traduir. Les traduccions són sovint híbrides, barrejant fonts gregues i les fonts àrabs.
L'Occident medieval aprèn aviat la notació decimal i el sistema indi de càlcul. El primer contacte de l'Occident llatí amb el sistema decimal sembla datar del segle x, durant l'època de Gerbert d'Aurillac. Les primeres traduccions de càlcul indi d'al-Khwarizmi (Dixit algorizmi, Liber Ysagogarum alchorismi ...) daten del segle xii i són híbrids, incorporant textos de Nicòmac Gerasè i Boeci. El nom de l'autor és converteix en un nom comú. S'anomena «algoritme» a la tècnica de càlcul i «algorista» a qui practica aquest càlcul. El càlcul amb la tauleta de sorra és objecte de tractats durant el segle xiii, i en l'occident medieval es reprèn el mètode de la multiplicació àrab.
Apareixen en el segle xii diverses traduccions més o menys fidels del tractat d'al-Khwarismi al-jabr w'al muqabala (Joan de Toledo, Robert de Chester, Gerard de Cremona). El terme al-jabr es converteix en el nom de la disciplina de l'àlgebra. Però el llibre que realment va fer entrar aquesta disciplina en el món llatí és el Liber Abaci de Fibonacci. Aquest matemàtic de Pisa va donar a conèixer l'obra de Diofant en l'Occident llatí, però els seus préstecs de les fonts àrabs (al-Khwarizmí, Abu-Kàmil, al-Karají) són nombroses. També introdueix la successió de Fibonacci i la numeració àrab a Occident, que va conèixer durant el seu viatge a l'Orient, en particular a la ciutat de Bugia (Algèria). No obstant això, l'Occident llatí no sembla assimilar el que constitueix les primeres passes dels matemàtics àrabs al camp de l'àlgebra, i els escrits com els d'Omar Khayyam i Xàraf-ad-Din at-Tussí semblen desconeguts. A partir del segle xvi, l'Occident participaran en una manera neta amb l'escola alemanya (Christoph Rudolff), l'escola italiana (Luca Pacioli, Tartaglia, Cardano, Bombelli) i les contribucions dels simbolistes (Viète, Descartes).
En geometria, l'Occident llatí tenia un coneixement molt parcial dels Elements d'Euclides. Les traduccions de les obres d'Euclides de l'àrab al llatí per Adelard de Bath i per Gerard de Cremona, que és també el traductor dels comentaris d'an-Nayrizí així com el Comentari de Campanus de Novara sobre aquesta mateixa obra, són el punt de partida per a una renovació de la geometria a l'Occident. Es tracta dels mateixos treballs d'Arquímedes, però aquests textos grecs arriben a Occident enriquits per les contribucions dels matemàtics àrabs traduïts per Gerard de Cremona (els germans Banu Musa, Thàbit ibn Qurra, Alhazen) que influiran als matemàtics com Witelo o Regiomontanus. La projecció estereogràfica es transmet quan es tradueixen tractats sobre l'astrolabi. No obstant això, alguns capítols romanen ignorats o es descobreixen tard; com el cas del treball sobre l'axioma de les paral·leles, que la influència apareix només en el segle xiii en les obres de Witelo o Levi Ben Gerson. De la mateixa manera també semblen ignorar la feina d'al-Biruní, al-Farabí i Abu-l-Wafà, i els estudis sobre les transformacions afins de Thàbit Ibn Qurra i Ibrahim ibn Sinan.
La trigonometria es transmet a Occident juntament amb l'astronomia, sovint com una part d'ella. No es convertirà en un tema a part fins al segle xiv, però podem mesurar la influència de la trigonometria àrab en una obra com De Triangulis, de Regiomontanus, molt proper al Tractat del quadrilàter de Nassir-ad-Din at-Tussí.
Amb la transmissió de textos grecs i d'una part del coneixement matemàtic àrab, les matemàtiques europees va rebre un impuls decisiu per al seu desenvolupament.